# Schefflera khasiana
Schefflera khasiana är en araliaväxtart som först beskrevs av Charles Baron Clarke, och fick sitt nu gällande namn av René Viguier. Schefflera khasiana ingår i släktet Schefflera och familjen araliaväxter. Inga underarter finns listade.